# Carneoryctes nigripennis
Carneoryctes nigripennis är en skalbaggsart som beskrevs av Lea 1917. Carneoryctes nigripennis ingår i släktet Carneoryctes och familjen Dynastidae. Inga underarter finns listade.